# 한 사람만
《한 사람만》은 2021년 12월 20일부터 2022년 2월 8일까지 방송했던 JTBC 월화 드라마였다.

## 프로그램 소개
호스피스에서 만난 세 여자가 죽기 전에 나쁜 놈 한 사람만 데려가겠다고 덤볐다가 삶의 진짜 소중한 한 사람을 마주하게 되는 휴먼 멜로 드라마

## 제작진

### 극본
- 문정민 : KBS 2TV 월화 드라마 《최고의 이혼》(집필) 집필

### 연출
- 오현종 : MBC 주말 드라마 《천 번의 입맞춤》(공동 연출), MBC 주말 특별 기획 드라마 《닥터 진》(조연출), MBC 수목 드라마 《7급 공무원》(공동 연출), MBC 수목 드라마 《메디컬 탑팀》(공동 연출), MBC 수목 드라마 《개과천선》(공동 연출), MBC 수목 드라마 《그 남자의 기억법》(공동 연출), MBC 수목 드라마 《역도요정 김복주》(공동 연출), MBC TV 《MBC 드라마 페스티벌 2013 - 상놈 탈출기》(연출), MBC 일일 특별 기획 드라마 《딱 너 같은 딸》(공동 연출), MBC 월화 드라마 《투깝스》(연출) 연출

## 등장 인물

### 주요 인물
- 안은진 : 표인숙 역 - 잘 들리지 않는 인숙은 할머니 손에 자랐다, 고집스럽고 독종이고, 제멋대로인 인숙은 세상에 소속된 적이 없다. 슬픔이든 기쁨이든 크게 다가 오지 않았다. 그렇게 죽음을 선고받은 지금도 잘 모르겠다. 남은 시간을 어떻게 받아 들여야할지..
- 김경남 : 민우천 역 - 학창 시절 공부를 제법했고 심성이 나쁜 것도 아니었다. 그 사건이 있기 전까지는... 엄마는 비 오는 날에 늘 행운이 따른다고 말했다. 인숙을 처음 본 날도 비가 왔다. 어둠 속에 실루엣, 우천은 첫눈에 반한 것 같다.
- 강예원 : 강세연 역 - 세연은 평범하게 살았다, 누구의 시선에 띄는 법 없이 평범하게. 직장 동료였던 남편과 결혼한지는 4년, 대단한 로맨스는 아니었다. 세연은 혈액암을 선고받고 나서야 그토록 믿고 의지했던 ‘평범’과 ‘안정’의 균열을 깨닫는다. 시한부를 선고받았는데, 정작 말할 곳이 없었다.

세연은 이 곳을 벗어 나야겠다고 여기서 죽지는 않겠다고 결심하고, 그렇게 처음으로 괘도를 벗어났다.
- 박수영 : 성미도 역 - 인플루언서이자 인터넷 쇼핑몰 오너인 미도는 화려한 삶 한가운데에 있었다, 인생의 정점에서 꺾이는 건 한순간, 정신을 차릴 틈도 없이 시한부 선고 받았다. 폐암 말기라고 말했다. 언제나 극적인 삶을 원했는데 한방에 너무 극적으로 빠져버렸다.

그런데 죽음이란 게 어디 삶보다 극적이던가.

### 인숙 주변
- 고두심 : 육상자 역 - 표인숙 할머니

거친 말투 때문에 오해받기 일쑤지만 마음이 따뜻하고 잔정이 많다. 폐지를 모으며 생활비를 모으고 여기저기 버려진 고물들을 주워 집안에 쌓아 놓는 게 일이다. 남편도 죽고 제멋대로 살던 아들이 결혼해 나갔을 땐 후련하다 싶었는데, 이혼을 하고 어린 손녀를 맡겼다.
- 장현성 : 표강선 역 - 표인숙 아버지

90년대, 인디밴드의 부흥기에 나름 한 번의 '피크'를 보낸 뮤지션, 아직 그 여운에 젖어 살며 '머리에 꽃'이라는 작은 뮤직바를 운영하고 있다. 젊은 나이, 그러니까 그 '피크'에 인숙을 낳았다.
- 서연우 : 하산아 역 - 인숙과 한 동네에 사는 아이, 모든 사건의 출발. 하루도 편하게 잠이 든 날이 없다. 아버지의 폭력은 나날이 심해졌고 엄마마저 집을 나갔다. 온 몸에 각인된 불안과 공포 탓에 어둡고 말이 없는 편. 인숙은 언제나 웅크리고 있는 이 아이에게 마음이 갔다.

### 광역수사대
- 도상우 : 조시영 역 - 광역수사대 경위
- 이봉련 : 황마진 역 - 광역수사대 팀장
- 장인섭 : 오진규 역 - 광역수사대 경사

### 우천 주변
- 안창환 : 신태일 역 - ‘나래청정’이라는 공기청정기 부품회사를 운영하는 중소기업 대표, 실상은 흥신소다. 어딘가 선병질적인 인상을 풍기지만 말을 더듬는 그는 어딘가 연민까지 자아낸다. 그런데 하용근 살인 사건 이후, 삶이 꼬이기 시작한다.
- 최영우 : 박승선 역 - 조폭 구성파 행동대장

딱히 나쁜 짓을 하려던 건 아니었는데, 살다 보니 조폭이다. 몸 쓰고 사람 죽이는 일. 그런데 이번 의뢰는 특별하다. ‘윗선’이 생각보다 아주 위다. 이번 일만 잘 해결하면 파트를 옮겨 직장인처럼 폼 잡을 수 있을 것 같았는데, 늘 그렇듯 중요할 때 어그러진다.

### 세연, 미도 주변
- 한규원 : 오영찬 역 - 세연의 남편, 힘들게 벌고 있다. 그렇게 번 ‘돈’에 민감하다. 세연은 그와 잘 맞았다. 그런 세연이 시한부를 선고받고 어딘가 달라 보인다. 하긴 잘 알려고 해본 적도 없다. 세연이 이혼을 선언하자 영찬도 본모습을 드러낸다.
- 한규원 : 구지표 역 - 재벌 3세, LE그룹의 이사.

재벌에 준수한 외모, 젠틀한 태도와 유머감각까지. 모든 여자가 그를 원하지만, 그는 정작 여자에 별 관심이 없다. 좋게 보자면 ‘나쁜 남자’의 매력이 물씬 풍기지만, 사실은 무섭게 자기중심적이다. 그런 그의 눈에 미도가 들어왔다. 한 번도 유심히 보지 않았던 미도가 좀 재밌어진다. 이런 게 사랑인가, 그것도 잘 모르겠다.

### 아침의 빛
- 이수미 : 막달레나 역 - 호스피스 <아침의 빛> 원장
- 윤보라 : 베로니카 역 - 호스피스 <아침의 빛> 수녀
- 소희정 : 문영지 역 - 근위축성경화증(루게릭) 환자, 지후의 어머니.
- 김수형 : 임지후 역 - 영지의 아이, 호스피스에서 같이 생활 중.
- 이항나 : 최성해 역 - 호스피스의 시그니처, 2년 째 안 죽고 있다.
- 주인영 : 차여울 역 - 사람을 유심히 본다, 선견지명이 있는 듯 한두 마디 툭툭 하는데, 그게 또 엄청 잘 들어맞는다.
- 성병숙 : 오천덕 역 - 팔자가 이름을 따라간 건지, 평생 '천덕꾸러기' 운명.
- 김병춘 : 닥터 조 역 - 호스피스 내 의사, 늘 책을 끼고 산다. 전혀 범죄와 관계가 없을 것 같은 지식(?)과 자상함을 지녔다.
- 김정환 : 강서군 역 - 호스피스 내 조리사, 음식 할 때의 손길이 날렵하고 세심히다.
- 장서원 : 조웅도 역 - 난해한 패션의 소유자로 음악치료를 한다, 니힐하고 낙천적이다.

### 그 외 인물
- 전이수 : 호선 역
- 미상 : 표인숙의 어머니 역
- 백현진 : 하용근 역
- 미상 : 민우천의 아버지 역
- 이영진 : 지윤서 역
- 미상 : 바자회에 찾아온 기자 역
- 윤복인 : 홍장미 역
- 차희 : 우경미 역
- 미상 : 세연의 어머니 역
- 미상 : 조지아 역
- 미상 : 기자들 역
- 이주영 : 차명주 역

## 시청률
최저 시청률과 최고 시청률은 시청률 조사회사와 지역별로 시청률에 차이가 있을 수 있습니다.
| 2021년 | 2021년    | 2021년     |
| 회차   | 방송일    | AGB 시청률 |
| 회차   | 방송일    | 한국(전국) |
| ------ | --------- | ---------- |
| 1회    | 12월 20일 | 2.442%     |
| 2회    | 12월 21일 | 1.365%     |
| 3회    | 12월 27일 | 1.343%     |
| 4회    | 12월 28일 | 0.580%     |
| 2022년 |           |            |
| 5회    | 1월 3일   | 0.896%     |
| 6회    | 1월 4일   | 0.680%     |
| 7회    | 1월 10일  | 0.784%     |
| 8회    | 1월 11일  | 0.728%     |
| 9회    | 1월 17일  | 0.875%     |
| 10회   | 1월 18일  | 0.598%     |
| 11회   | 1월 24일  | 0.898%     |
| 12회   | 1월 25일  | 0.676%     |
| 13회   | 1월 31일  | 0.498%     |
| 14회   | 2월 1일   | 0.535%     |
| 15회   | 2월 8일   | 0.664%     |
| 16회   | 2월 8일   | 0.600%     |

## 참고 사항
- 고두심, 이봉련은 영화 《엑시트》 이후 2년 만에 다시 만나 캐스팅 됐다.
- 김경남, 한규원은 SBS 월화 드라마 《피고인》 이후 5년 만에 다시 만나 캐스팅 됐다.

## 같이 보기
- 대한민국의 텔레비전 드라마 목록 (ㅎ)
- 2021년 대한민국의 텔레비전 드라마 목록